# ナスリ (プロゲーマー)
ナスリ（1999年〈平成11年〉12月10日 - ）は、神奈川県横浜市出身のプロゲーマー。eスポーツプレーヤー。 ZETA DIVISION所属。
本名は青木太一（あおきたいち）。

## 経歴
家電量販店で見つけたFIFAシリーズを遊び、夢中になったことをきっかけに本格的にサッカーゲームを始める。

### 2018年
5月、『明治安田生命eJ.LEAGUE』に初出場。初めての公式大会ながらベスト4進出。
6月にはオンライン成績によりアムステルダムで開催された世界大会『FIFA 18 Global Series Playoffs』へ出場。ベスト4進出。世界一のFIFAプレイヤーを決める『FIFAeワールドカップ』に唯一のアジア選手として出場を決めた。
8月、株式会社スポーツITソリューションとマネジメント契約を締結。
10月、『SONYコンチネンタルカップ』日本予選で優勝。パリで行われた本戦ではベスト8進出。
12月、功績が認められJリーグアウォーズに招待された。

### 2019年
1月、『Licensed Qualifier Event』(世界大会)に出場。アジア選手代表として大会に継続的に出場し続けた。
4月、横浜F・マリノス eスポーツチームに加入。
6月にはベルリンで開催された『FIFA 19 Global Series Playoffs』へ出場し、ベスト16成績を残した。
19シーズン終了時の世界ランクはアジア最上位の24位を記録。

### 2020年
1月、鹿島アントラーズ eスポーツチームに加入。チームにとって初加入選手となった。
アトランタで行われた『FUT Champions Cup #3』 でベスト16入りを果たし、4月にサッカーe日本代表に選出。日本サッカー協会公認のeサッカーが、正式な代表カテゴリーになることが決定してから初めて選出された選手にあたる。

### 2021年
FIFA21シーズンも鹿島アントラーズ eスポーツチームに所属してプレー。サッカーe日本代表にも選出された。
しかし、各世界大会に出場を果たすも、なかなか勝ちきれない結果が続く。「FIFA20から21へのアップデート後に少し苦労はしていて、自分にはまっているシリーズではないと思う部分もあります」とコメントを残している。

### 2022年
引き続きFIFA22シーズンも鹿島アントラーズ eスポーツチームでプレー。サッカーe日本代表。
1月に行われた『eJリーグ FUTチャンピオンカップ』で優勝すると、その後出場した『FGS Qualifier』 (アジアオンライン大会) で3大会連続優勝を果たした。
7月に開催された『FIFA 22 Global Series Playoffs』では、予選ラウンドを4勝1敗で突破。決勝ラウンドはルーザーズトーナメントに回るも、決定戦でスウェーデン王者を破り、コペンハーゲンで開催される『FIFAeワールドカップ』への出場が決定。アジア選手唯一の出場となった。
表彰式ではジャージに記された鹿島アントラーズ のエンブレムをアピールしながら登場。司会の質問に対しては、英語で「ごめん、英語はうまく喋れないんだ。でもいい気分だよ」と笑顔で返答し、その場を沸かせることとなった。
eワールドカップはコロナ禍で過去2大会が中止となっており、3年ぶりの開催。自身としては2018年以来、2度目の出場となる。
プレーオフ終了時点での世界ランクは北アジア1位。
eワールドカップはベスト32でシーズンを終えた。

### 2023年
新たに創設された国内大会「FIFAコミュニティシリーズ」において、開催された全6大会ですべて優勝を勝ち取るなど、国内では無敵のシーズンとなった。
4月まで開催されたアジア大会『FGS Qualifier』にても好調を維持し、北アジアランキング1位でロンドンにて開催された世界大会『Global Series Playoffs 』に出場したが、スイスステージで敗退した。

### 2024年
この年も北アジア1位の成績を維持し、サウジアラビアで創設された『eスポーツワールドカップ』に招待出場。世界トップ10位に入った。

### 2025年
引き続き北アジア1位の成績で夏開催予定の『FC Pro World Championship Play-in』出場権を獲得した。

## 人物・エピソード
趣味はサッカー観戦。特にプレミアリーグ 。好きなチームはマンチェスター・シティFC 。好きな選手はサミル・ナスリとフェルナンジーニョ（フェルナンド・ルイス・ローザ）。
尊敬しているのは父親。自身の活動についてよく理解してくれているという。
好きな芸能人は有吉弘行 。
- プレーヤーネームは大ファンである元マンチェスター・シティのサミル・ナスリに由来。[15][16]
- 日本国外でのプレーヤーネームはWeb Nasri（ウェブ・ナスリ）だが、これは2018年6月に自身初の世界大会となった『Global Series Playoffs』出場の際に、英語のエントリーフォームが読めず、プレーヤーネームの箇所に誤って『Web』と記載してしまったことが背景にある。その大会でベスト4まで勝ち進んでしまったことで海外では『Web』の名で知られることとなり、プレーヤーネームは合わせたものを使用するようになった。
- 2020年、e国際親善試合『StayAndPlay eFriendlies』では日本代表FW岡崎慎司とタッグを組んで出場した。その後もTwitterで度々応援のメッセージをもらっている。[17][18]

## プレースタイル
- 自分のプレースタイルを「攻撃的なボゼッションスタイルが特徴だと思います。前線に多く人数をかけて相手の隙を狙うのが自分の得意なプレースタイルです」と語る。[19]
- 相手ペナルティエリア内の狭いスペースで仕掛けるスキルムーブ「エラシコ」が必殺技。世界大会でも多くの相手を葬り去っている。

## 主な大会戦績

### FIFA18シーズン
- 明治安田生命eJ.LEAGUE ベスト4
- Global Series playoffs(アムステルダム) ベスト4
- FIFA eWorld Cup 2018(ロンドン) 出場

### FIFA19シーズン
- SONYコンチネンタルカップ日本予選 優勝、本大会(パリ) ベスト8
- Licensed Qualifier Event(ロンドン) 準優勝
- UEFA eChampions League(マンチェスター) グループステージ敗退
- Global Series Playoffs(ベルリン) 16位
- Global Series 世界ランキング24位（PlayStation 4）

### FIFA20シーズン
- FUT Champions Cup #3(アトランタ) ベスト16
- eJ.LEAGUE オンラインチャレンジカップ ベスト8
- 鹿マッチ2020 4位
- Summer Cup Series Asia(オンライン開催) 準優勝

### FIFA21シーズン
- 鹿マッチ2021 3位
- eJ.LEAGUE クラブチャンピオンカップ 準優勝
- eJ.LEAGUE FUTチャンピオンカップ ベスト4
- FIFAe Club World Cup Zone2(アジア) Final 3位
- FIFAe Nations Online Qualifiers 2021 アジアオセアニア予選 優勝（サッカーe日本代表）
- FIFAe Nations Cup 2021 出場 (大会中止)（サッカーe日本代表）

### FIFA22シーズン
- FGS Qualifier Season1 北アジア大会(オンライン開催) 3位
- eJリーグ クラブチャンピオンカップ ベスト4
- eJリーグ FUTチャンピオンカップ 優勝
- FGS Qualifier Season2 北アジア大会(オンライン開催) 優勝
- FGS Qualifier Season3 北アジア大会(オンライン開催) 優勝
- FGS Qualifier Season4 北アジア大会(オンライン開催) 優勝
- Jクラブ対抗2on2大会 テレキューブカップ 優勝
- Global Series playoffs(ロンドン) ベスト32(突破)
- FIFA eWorld Cup 2022 ベスト32

### FIFA23シーズン
- FIFA23シーズン
- FIFAコミュニティシリーズ プレシーズン 優勝
- 第1回FIFAコミュニティシリーズ 優勝
- FGS North Asia Qualifier 2 優勝
- 第2回FIFAコミュニティシリーズ 優勝
- 第3回FIFAコミュニティシリーズ 優勝
- FGS North Asia Qualifier3 準優勝
- JFA サッカーe日本代表選出
- FGS North Asia Qualifier 4：3位、FIFA Global Series Ranking North Asia 1位
- 第4回FIFAコミュニティシリーズ 優勝
- Global Series Playoffs （ロンドン）出場 ベスト64
- 第5回FIFAコミュニティシリーズinららぽーと豊洲 優勝

### FIFA24シーズン
- FC Pro December 北アジア大会 準優勝
- 第5回FCコミュニティシリーズinららぽーと豊洲 優勝
- Esports World Cup 10位
- FC Pro Open Regional Qualifier Asia North 優勝
- FC Pro Open Global Qualifier （ロンドン） 出場
- FC Pro November 北アジア大会 優勝
- FC Pro Decemer 北アジア大会 3位

### FIFA25シーズン
- FC Pro January 北アジア大会 5位
- FC Pro 北アジアランキング 1位
- FC Pro World Championship Play-in 出場決定
- 第5回FCコミュニティシリーズinエディオンピースウイング広島 優勝

## 出演
- サッカーeスポーツ チャレンジマッチproduced by LEGENDS STADIUM　（JFATV、2020年5月11日）[21]
- やべっちFC「祝・Ｊリーグ再開！　やべっちeスポFC」（テレビ朝日・ABEMA、2020年5月11日）[22]
- おぎやはぎのスポーツバラエティBULL’S SHOW　（スポーツブル、2022年5月21日）